# Exposição Universal de Sevilha de 1992
A Exposição Universal de Sevilha 1992 decorreu na capital da Andaluzia (Espanha) no ano 1992, e foi conhecida popularmente como "Expo'92" ou "Expo".
Como todas as Exposições Universais posteriores a 1931, esteve regulada pelo Gabinete Internacional de Exposições. Teve uma duração de seis meses, começou a 20 de Abril e finalizou a 12 de Outubro coincidindo com o encerramento do V Centenário dos Descobrimentos da América, devido a este facto o tema do certame foi "A Era dos Descobrimentos".
A mascote oficial da Expo 92 chamou-se Curro, um simpático pássaro de bico e crista multicolor.
No término da Exposição Universal, as infraestruturas foram aproveitadas para a sua reconversão num parque tecnológico chamado Cartuja 93 e um parque temático chamado Isla Mágica, além de edifícios de escritórios, universitários e de equipamentos para a cidade.

## História
A ideia de se realizar uma exposição universal em Espanha surgiu quase 15 anos antes da sua realização. Tudo começou durante a primeira visita do Rei D. Juan Carlos I a Santo Domingo (República Dominicana) no dia 31 de maio de 1976. Foi aí que o o monarca anunciou a sua intenção de organizar uma exposição de carácter universal onde se mostraria ao mundo as qualidades da Espanha e dos países ibero-americanos, aproveitando também, o facto de se comemorar o V Centenário do Descobrimento da América. Seria também uma maneira de homenagear a efeméride. Esta declaração veio numa altura em que o país atravessava uma situação difícil, devido à situação política complicada que vivera durante quase um ano.

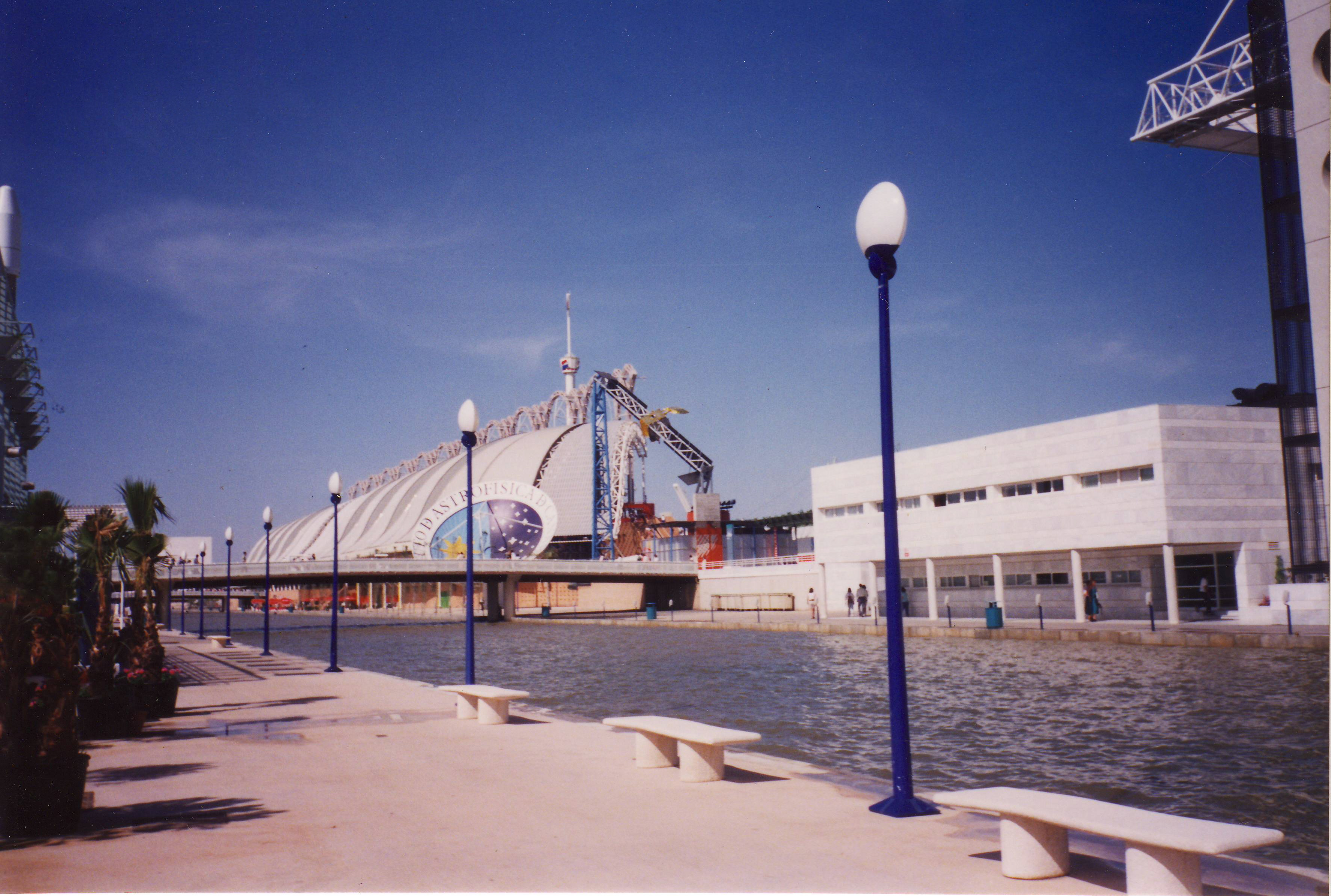
Imagem do Canal, ao fundo do Pavilhão do Futuro

A 26 de Janeiro de 1981, o Ayuntamento de Sevilha aprovou a petição de apoio e consolidação da cidade como sede do acontecimento. Espanha era governada pelo Presidente Leopoldo Calvo-Sotelo, na sequência da demissão de Adolfo Suárez e de uma tentativa de um golpe de estado. Entretanto, um sevilhano começava a fazer-se notar no hemiciclo: Felipe González, que acabaria por ser o grande impulsionador da mostra que estava por celebrar. A 3 de Março de 1982 o Governo Espanhol solicita formalmente à Oficina Internacional de Exposições (designada pela OIE) a organização de uma Exposição Universal. A coincidência com a proposta de Exposição Universal de Chicago nessa mesma data obrigou a OIA a mudar os seus estatutos para poder executar em simultâneo as duas Exposições. No dia 31 de Maio de 1982 o Instituto de Cooperação Iberoamericana criou o Projecto "Sevilla 1992", utilizando o mesmo nome que viria a ter a exposição uma década mais tarde.
Em 15 de Junho de 1983, foi apresentado em Paris, perante a OIE, o projecto conjunto entre Espanha e Estados Unidos para a celebração em 1992 da Exposição Universal de Chicago-Sevilha. No final do ano, a dita organização aprovou o regulamento geral para a exposição, com orçamento estimado em 183 733 milhões de Pesetas (cerca de 1 104 Milhões de Euros).

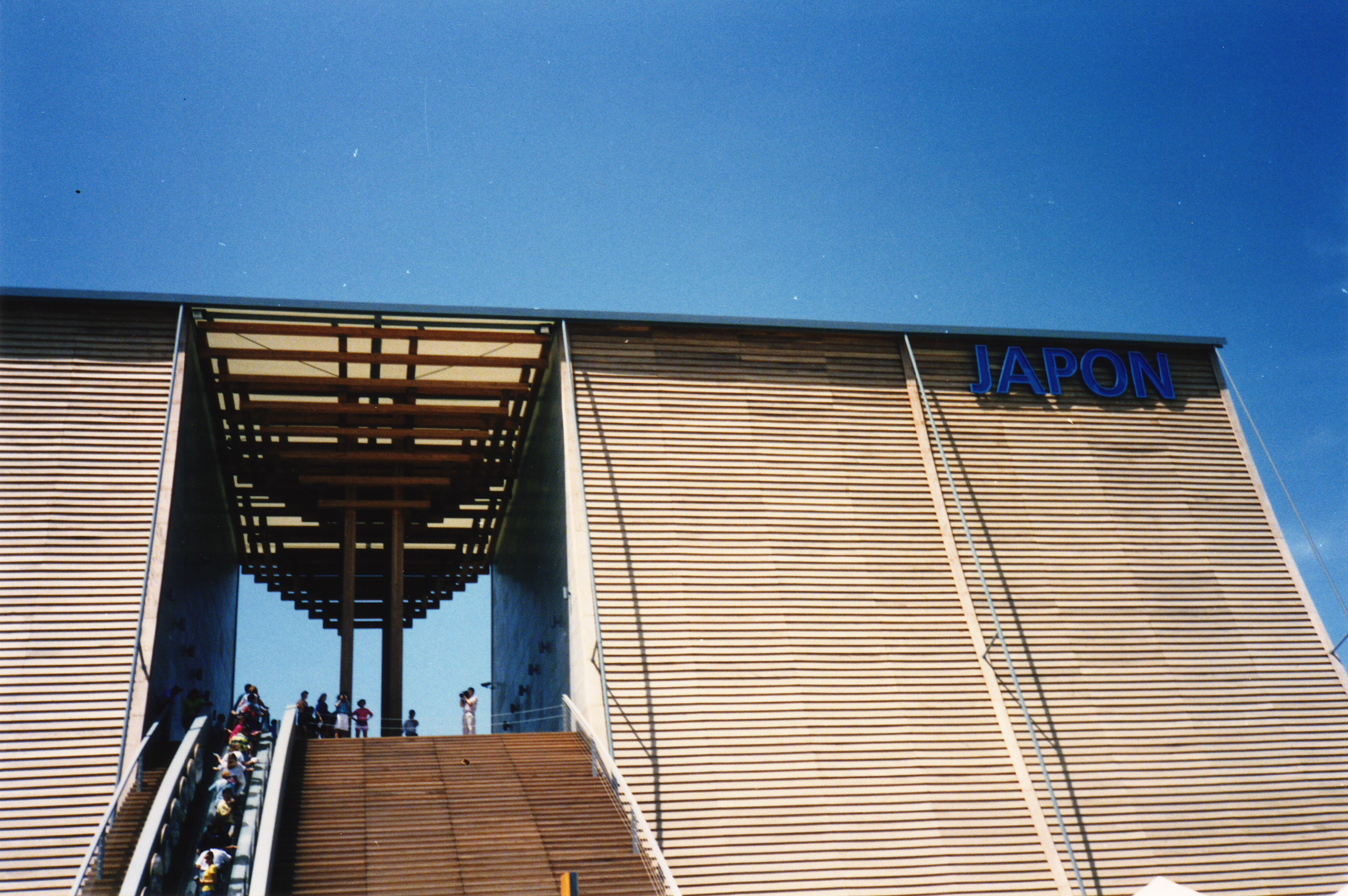
Pavilhão do Japão

Em 21 de Junho de 1985, a organização de Chicago´92 comunica à OIE a existência de problemas na organização. A 4 de Dezembro desse mesmo ano, a assembleia da OIE decide que Sevilha seria a sede única da Expo´92.
Muitos países puseram em dúvida a capacidade espanhola para desenrolar e levar a cabo um acontecimento destas dimensões, no mesmo ano em que Madrid era a Capital Europeia da Cultura e Barcelona organizou os Jogos Olímpicos. A mascote Curro teve de viajar pelo mundo e esforçar-se para vender o projecto e poder convencer aos mais cépticos de que Espanha cumpriria os seus objectivos e tudo estaria preparado em 1992.
A celebração do acontecimento transformou a cidade urbanisticamente. Foi construída uma nova rede viária, novas vias rápidas e um anel de estradas, construiu-se uma nova estação central de comboios e ampliou-se o aeroporto. Todos estes investimentos constituíram um grande impulso para Sevilha. Destaca-se a construção de uma infraestrutura que significaria um antes e um depois para os transportes de Espanha, o AVE (comboio de alta velocidade espanhol), cuja primeira linha em Espanha foi criada no âmbito da exposição, ligando Madrid a Sevilha. Esta escolha chegou a ser muito criticada por muitos meios de comunicação, assim como pelos partidos de oposição. Todavia, o AVE superaria todas as expectativas e o seu êxito foi de resto indiscutível.

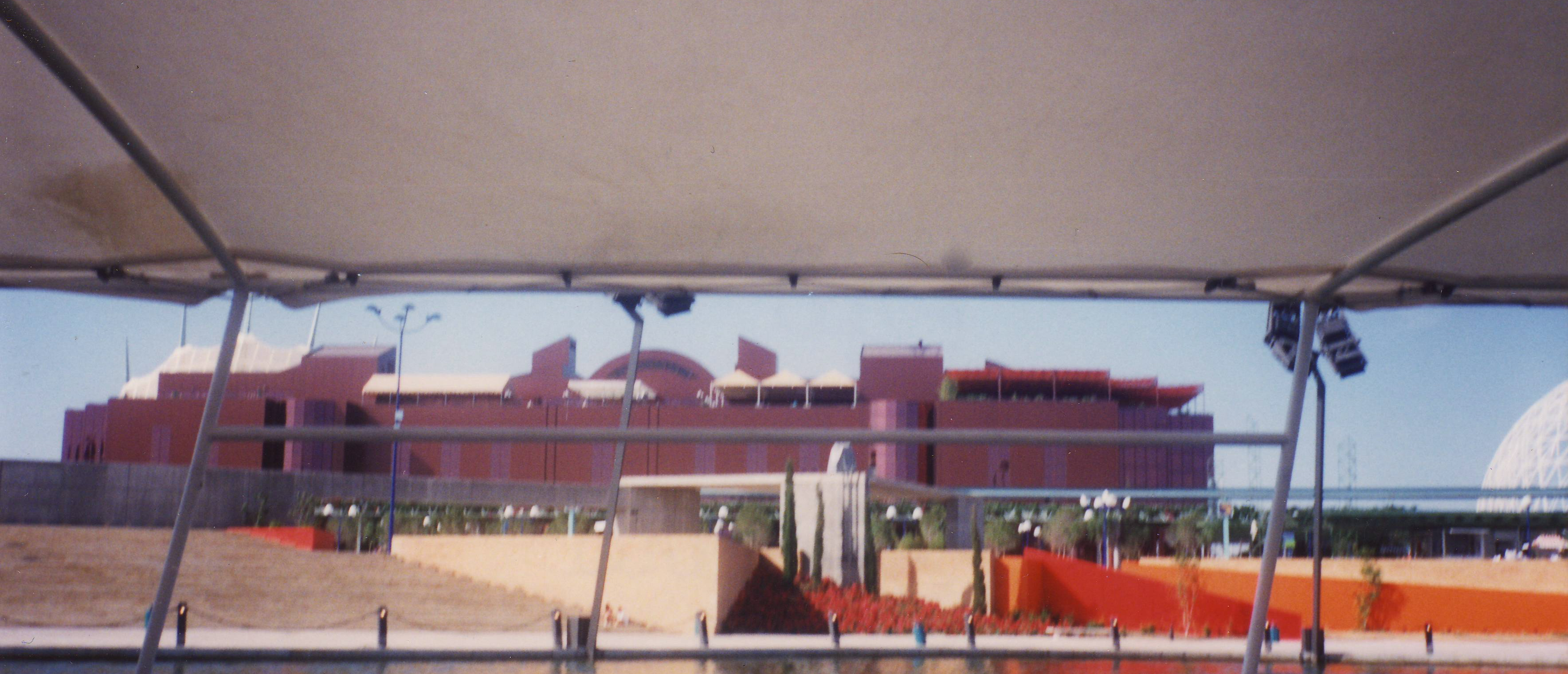
Exterior do pavilhão da América Latina

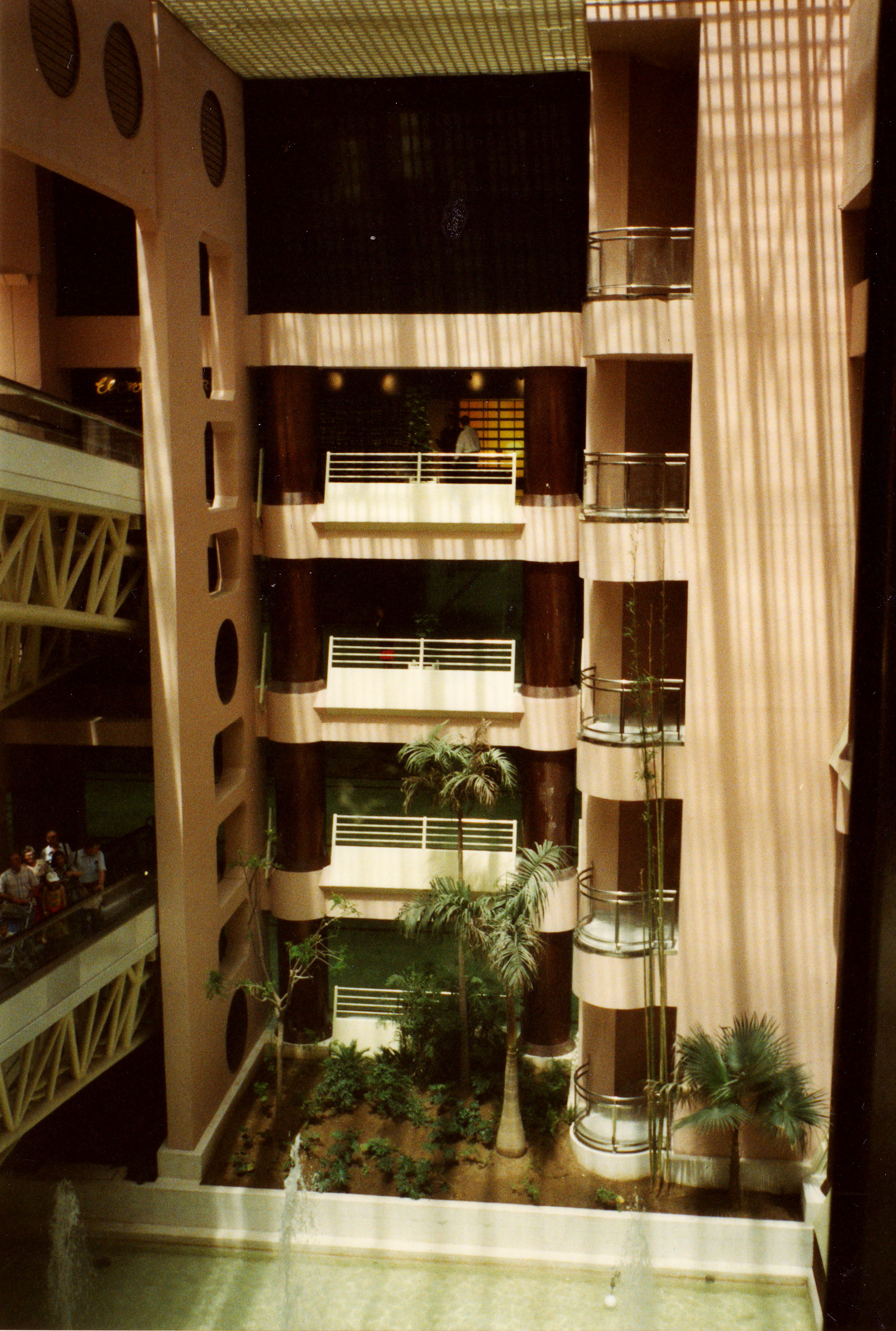
Pavilhão Latino americano, interior

Para acolher a Exposição Universal foram aproveitados 250 ha. de terreno agrícola onde se localizava o histórico Mosteiro de la Cartuja, local onde Cristóvão Colombo preparara a viagem à América e onde o navegador esteve sepultado vários anos. O edifício estava em estado de ruína total e necessitou-se de uma grande obra de reabilitação para o devolver o esplendor de outrora, passando a ser um símbolo da Expo´92. A transformação dos terrenos da Isla de la Cartuja foi considerada a maior obra pública da década na Europa.
A construção das infraestruturas, nos espaços públicos e nos pavilhões da Expo´92 foi realizada em tempo recorde. O maior revés sucedeu a 18 de Fevereiro de 1992, com um incêndio fortuito que reduziu a cinzas um dos principais pavilhões da exposição, o dos Descobrimentos.
A participação de países, empresas e organismos internacionais foi significativa: no total participaram 112 países, 23 organismos internacionais, 6 empresas e as 17 comunidades autónomas espanholas.
Todos os dias, o recinto abria a suas portas às 9:00 das manhã e encerrava às 4:00 da madrugada seguinte. Existiam dois tipos de ingressos: o de dia completo (4000₧/24€) e o nocturno (1000₧/6€), com uma duração limitada desde das 20:00 até ao encerramento das suas portas. As crianças e adultos acima de 65 anos tinham também direito a um bilhete diário de preço reduzido (1500₧/9€). Existia ainda um passe de aceeso ilimitado para os 6 meses da exposição (30000₧/180€).
A exposição contou diariamente com concertos de grupos musicais do momento nos seus vários palcos e cada dia celebrou um país ou organismo participante, sendo organizados actos referentes ao mesmo.
Todos os dias ao fim da tarde tinha lugar a Cabalgata, um colorido desfile de veículos e personagens retratando de forma irreverente a história e a sociedade espanholas.
Diariamente à meia noite, o Lago de Espanha, espaço aquático central da exposição, apresentava o "Espetáculo do Lago", onde os visitantes podiam assistir a um espectáculo que misturava luz, som, laser e fogos de artifício, para além de imagens projectadas sobre cortinas de água, que davam a ilusão de que as figuras se materializavam sobre as águas. O espetáculo terminava sempre com a aparição da mascote Curro, dando as boas vindas aos visitantes.
A exposição realizou-se maioritariamente durante o Verão, contando em muitos dias com temperaturas iguais ou superiores a 40º. O recinto da Expo 92 contava com vários pontos de água, vegetação abundante e sistemas de aspersão de água micronizada para mitigar os efeitos das altas temperaturas
Durante os 176 dias que o recinto permaneceu aberto ao público, contabilizaram-se um total de 42 milhões de visitantes.

## Arquitectura da Paisagem Exposição Universal de Sevilha

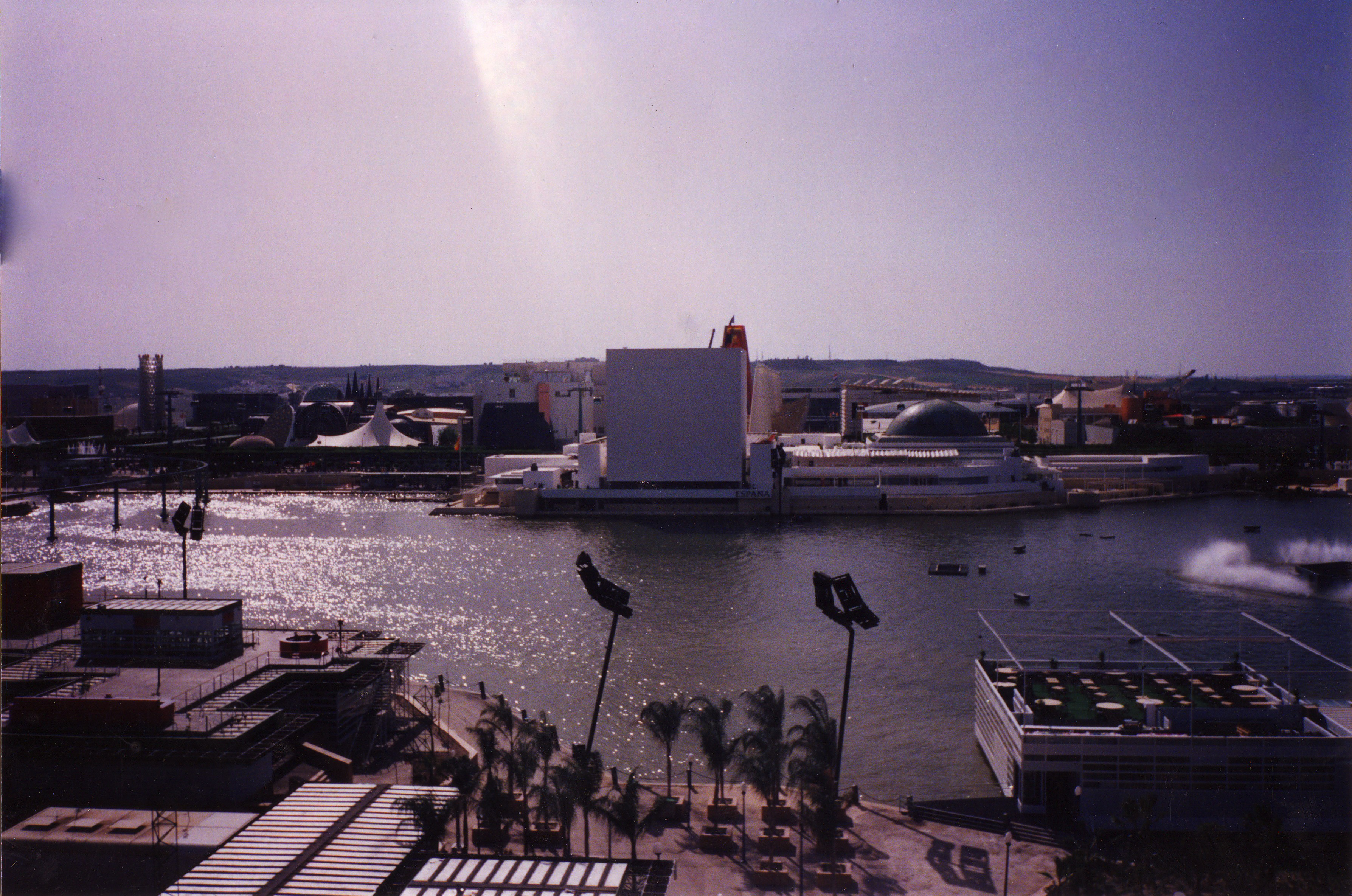
Pavilhão de Espanha na Expo 92

O Plano Director de Paisagismo da Exposição Universal de Sevilha foi encarregado pelo equipa formado por Jorge Subirana e Silvia Decorde, que realizavam os trabalhos nos espaços públicos verdes das avenidas, os acessos e parques intramuros e perimetrais da Exposição.
A sua intervenção assenta-se nas bases para uma exposição, localizado sobre uma ilha fluvial, donde a vegetação corre a par com a arquitectura incorporada nos espaços verdes no "Projecto Pérgolas" e no "Projecto de Bioclimatismo" que assentou as bases em Espanha para o desenrolar de um urbanismo ambiental sustentável.
No desenho paisagístico, foram importantes vários elementos para se poder obter uma cidade arborizada em dois anos: por um lado, a incorporação de uma equipa de paisagistas para o desenrolar de um plano director do recinto. Por outro, a incorporação da equipa de desenho da organização por um arquitecto paisagista que assegurasse o desenrolar e a unidade dos projectos arquitectónicos a partir de exemplares arbóreos. Partiu desse departamento a decisão de incorporar um viveiro de climatização e uma central de compras própria que garantisse a existência de exemplares arbóreos de grande tamanho replicados e disponíveis em qualquer momento, assim como a climatização e cultivo das espécies doados pelos países ibero-americanos dentro da "Operação Raizes" e a segregação das obras de paisagismo e das obras de construção, pioneira em Espanha, que permitiu garantir a execução dos projectos de paisagem em sua integridade sem os vaivéns económicos próprios deste tipo de obras.
A execução num período recorde de dois anos com a incorporação de quase 25.000 exemplares arbóreos, a introdução de novas espécies botânicas na Europa dos finais do Século XX, a formação de um anel verde e o desenho dos espaços públicos arborizados, destacaram este projecto em relação a passadas e futuras exposições e o seu exemplo no desenvolvimento de novas cidades e urbanizações ainda existe, apesar da deterioração e do desaparecimento de muitos dos espaços projectados.
Os nomes próprios de quem tornou o este projecto possível no campo da Arquitectura da Paisagem e dos jardins são em parte dos mencionados Jorge Subirana e Silvia Decorde: Margarita Arencibia (1990) e Ricardo Librero (1990 a 1992) na qualidade de paisagistas da Equipa de Desenho da Expo´92. Alberto García Camarasa como Director do "Programa de Florestação e Jardinagem", tendo a seu cargo como directores de projectos para a direcção das obras de jardinagem e paisagem a Juan Antonio Cabrera (1989-1990), Ricardo Librero (1990-1992) e Mónica Magíster (1991-1992), para a direcção das obras de infraestrutura de irrigação e fertirrigação a Jesús de Vicente e a direcção do Viveiro da Expo´92 a Esperanza Sánchez. Junto a eles a equipa da Universidade de Sevilha dirigidos pelo Catredático Benito Valdés que coordenou a Operação Raízes, cuja assessoria permitiu a execução do Jardim das Américas, cuja frente se incorporou durante a etapa da exposição como director do jardim, Mariano Martín, sendo o único recinto verde que contava com um director dada a importância do seu conteúdo, equiparando a sua estrutura aos pavilhões de exposição.
Entre os projectos de paisagismo desenrolados para a Exposição Universal, muitos dos quais ainda se podem contemplar, destacaram-se os seguintes: Parque Jardim de Guadalquivir (J. Subirana e S. Decorde), Jardins da Cartuja e Oficinas Caracolas (Subirana e Decorde), Muro de Defesa e Bosque em Galeria (Subirana e Decorde), jardim das Américas (R. Librero), Avenida 5 (R. Librero), World Trade Center (R. Librero, A. García Camarasa), Avenidas 2 (M. Arencibia), Avenidas 1 e 4 e Caminho dos Descobrimentos (M. Arencibia, R. Librero), Avenida dos Descobrimentos (Juan de Aizpuru), Volta do Lago (R. Librero), Paragens de Autocarros (M. Arencibia), Paragens para Turistas (R. Librero), Pavilhões da Organização (R. Librero), Pavilhão do Século XV (Leandro Silva, R. Librero), Projecto Pérgolas (A. García Camarasa), Cobertas modulares ajardinadas e Avenida V (R. Librero), Projectos de Infraestrutura de Irrigação e Fertirrigação (J. de Vicente).
Ao longo da exposição, a vegetação do recinto mereceu os maiores elogios por parte dos visitantes, tornando-se alguns projectos como Pérgolas, o Desejo das Avenidas e a Estufa Americana, referências comparáveis com as grandes pontes e edificações singulares que fizeram parte da exposição.
Os espaços verdes do evento deixaram assim de ser meros acompanhamentos em Espanha, passando a ser protagonistas em pé de igualdade com a arquitectura e o urbanismo.

## Pavilhões
Os seguintes pavilhões da exposição foram incluídos, em 2007, no Catálogo Geral do Património Histórico de Andaluz
| Bem catalogado                   | Arquitecto                                                                          | Página do bem | Tipo            | RP                 | EA      | Data       |
| -------------------------------- | ----------------------------------------------------------------------------------- | ------------- | --------------- | ------------------ | ------- | ---------- |
| Pavilhão de Andalucía da EXPO 92 | Juan Ruesga Navarro                                                                 |               | Sem tipificação | Genérico Colectivo | Incoado | 15/06/2007 |
| Pavilhão de Espanha da EXPO 92   | Julio Cano Lasso                                                                    |               | Sem tipificação | Genérico Colectivo | Incoado | 15/06/2007 |
| Pavilhão da Finlândia da EXPO 92 | Juha Jaaskelainen, Juha Kaakko, Petri Rouhiainen, Matti Sanaksenaho y Jari Tirkknen |               | Sem tipificação | Genérico Colectivo | Incoado | 15/06/2007 |
| Pavilhão da França da EXPO 92    | Jean Paul Viguier y J. F. Jodry                                                     |               | Sem tipificação | Genérico Colectivo | Incoado | 15/06/2007 |
| Pavilhão da Hungria da EXPO 92   | Imre Makovecz                                                                       |               | Sem tipificação | Genérico Colectivo | Incoado | 15/06/2007 |
| Pavilhão da Navegação da EXPO 92 | Guillermo Vázquez Consuegra                                                         |               | Sem tipificação | Genérico Colectivo | Incoado | 15/06/2007 |

### Pavilhão de Espanha
Direcção: C/ Caminho dos Descobrimentos, 12. Ao lado do Lago de Espanha em uma das parcelas de maior superfície, o Pavilhão de Espanha, país anfitrião, construiu-se segundo o projecto do arquitecto de indiscutível prestígio e sólida trajectória profissional: Julio Cano Lasso (Madrid 1920-1996) que planeou um edifício que havia de ser simbólico e representativo, pelo que necessitou de prescindir de qualquer referência histórica ou historicista.

#### Descrição
Sob uma plataforma superior que descende até à água, que se movem através de passadiços, de formas geométricas, destacam-se no conjunto: Um grande cubo branco hermeticamente fechado ao exterior e uma cúpula de cor escura devido à sua cobertura de placas de bronze. O cubo congratula-se um grande salão de recepção; de baixo da cúpula se albergou uma sala de cinema com sistema de projecção esférica e de cadeiras móveis.
Importantes são o conjunto de pórticos e espaços aberto, particularmente o vácuo do grande pátio central, pensado para distribuir a circulação das pessoas até aos diversos itinerários de visita, além de servir de salão ao ar livre.
Utilizaram-se em sua construção, painéis brancos de chapa esmaltada e soquetes e pórticos de mármore e fronteiras de mosaico.
Foi concebido com previsão de permanência e adaptação a uso futuro, razão pela qual os espaços eram difusos e as divisões interiores se fizeram com painéis móveis desmontáveis.
Actualmente, está ocupado para os escritórios do parque temático Isla Mágica na qual reutiliza grande parte das instalações do edifício criadas para a Exposição Universal como oa sala de cinema com lugares móveis "Movimas" e diversas salas de exposição com a do "Cubo".
O subterramento que foi submetido no Lago de Espanha em 1997 para a construção da Isla Mágica alterou significativamente a visão do conjunto na sua fachada mais representativa.

### Pavilhão de Andaluzia
Direcção: C/ José de Gálvez, 1. Arquitecto Juan Ruesga Navarro. A situação deste Pavilhão de Andaluzia junto à Ponte de la Barqueta, em um dos acessos principais ao recinto da Exposição e no início do corredor dos pavilhões autónomos situados em trono do Lago de Espanha, era proeminente. Assim mesmo, a sua volumetria, morfologia e características cromáticas, converteram-no em elemento de notória visibilidade desde do centro histórico da cidade.

#### Descrição
Sobre uma grande cave em mármore branco, se situa um volumoso de base elíptica de chapa de pedra arenosa. Atravessando ambos, aparece como um grande eixo cilíndrico inclinado, revestido de cerâmica azul com numerosas janelas pequenas, pensado para alojar espaços para espetáculos, espaço central da exibição, restaurante e miradouro.
É de destacar a complexidade construtiva do edifício: a estrutura é de betão armado na sua totalidade e, dadas as dificuldades que representa a inclinação de 15 graus de corpo cilíndrico, tiveram de projectar obturadores específicos assim como utilizar sistemas tecnológicos especiais para garantir a sujeição dos folheados exteriores de mármore e cerâmica. Todas estas peças cerâmicas que recobrem o cilindro foram fabricadas em forma de rombos com a curvatura necessária, o que originou dez modelos distintos.
O projecto deste edifício foi o resultado de um concurso com o lema «Tradição e Mudança». Segundo o autor, o arquitecto sevilhano Juan Ruesga Navarro, a cave de mármore branco representa a cultura tradicional; o edifício base elíptica em pedra arenosa a cultura elaborada, e o cilindro inclinado moderno, o espírito artístico e científico em evolução, são a chave desde projecto de mudança e modernização ao que aspirava e se enfocava a Comunidade Autónuma Andaluza.
Pensado para a sua posterior utilização por alguma instituição, pelo que apresenta uma disposição muito funcional, tanto em altura das plantas tais como a localização dos acessos, escadas, etc., está ocupado actualmente pela Empresa Pública de Rádio e Televisão de Andaluzia.

### Pavilhão da navegação

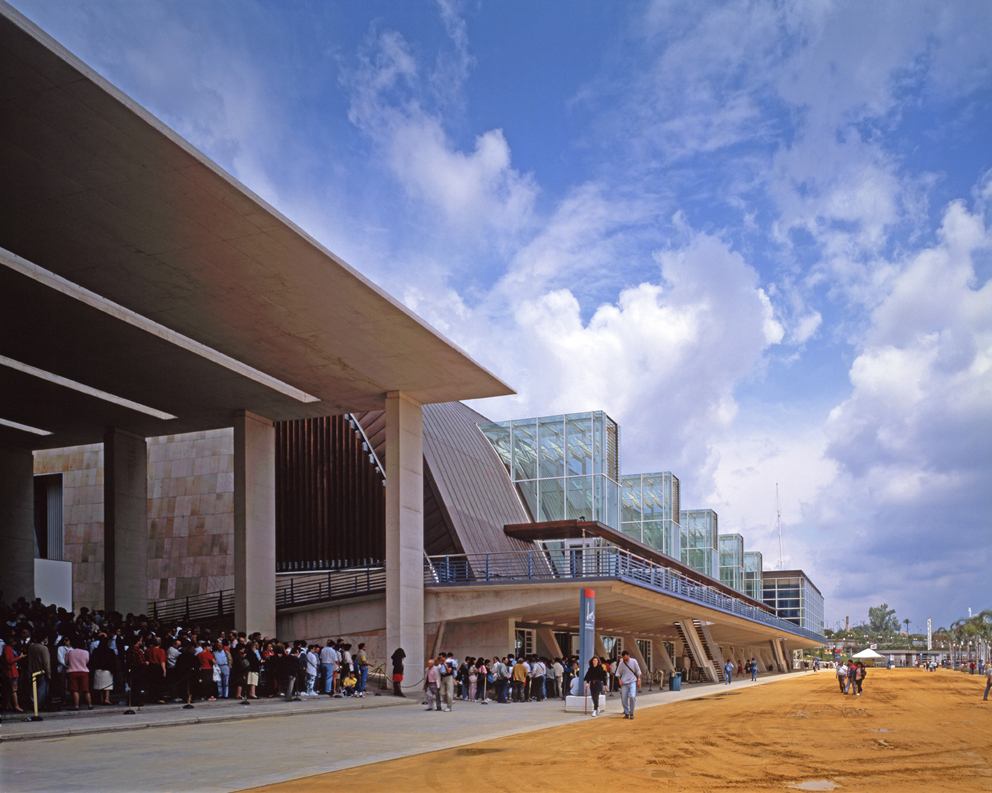
Primeiro, junto ao rio do pavilhão da navegação, à esquerda a torre Schindler.

Direcção: C/ Caminho dos Descobrimentos, 4. O projecto se deve a Guillermo Vázquez Consuegra, arquitecto sevilhano de fama internacional, que com este recebeu uma menção de edificação na II Bienal de Arquitectura Espanhola.
Foi dedicado para as expedições científicas e dos descobrimentos e avanços na técnica naval, se situa à beira do rio Guadalquivir, no sector sul do recinto, junto ao molhe que acolhe o porto fluvial, entre as Pontes de Chapina e da Cartuja, um lugar privilegiado, olhando para o centro histórico.

#### Descrição
Assenta-se sobre uma plataforma sutada na cota do cais, oferecendo a sua fachada principal até ao rio, ressaltando nesta vista a pala metálica curvada que oferece a sua ligação à cidade histórica e em que, indubitavelmente, se advertem ressonâncias de velhas imagens de hangares e de docas.
Articula-se em torno das construções, uma delas destinadas a serviços (cafetaria e restaurante) e outra para os usos próprios da exposição, unidas através de uma grande rampa escalonada coberta, que ao mesmo tempo que as une, configura-se como porta ao rio estabelecendo-se uma relação visual directa com o cais, os barcos, o rio e a cidade.

### Pavilhão da Finlândia
Direcção: C/ Marie Curie, 1. O Pavilhão teve a denominação de «A Garganta do Inferno», nome de um acidente natural da Finlândia invocando em estreito fosso intermediária.
Os jovens desenhadores do Pavilhão da Finlândia (Juha Jaaskelainen, Juha Kaakko, Petri Rouhiainen, Matti Sanaksenaho e Jari Tirkknen) na época estudantes de arquitectura, formalizaram a mensagem de que o país, que celebrou nesse ano o 75º aniversário da sua existência como estado, queria dar à história e ao futuro.

#### Descrição
O Pavilhão da Finlândia estrutura-se em dois edifícios, chamados «A quilha» e «A máquina», de proporções notoriamente alargadas, que à esquerda entre eles um estreito espaço aberto de alguns metros de largura em que se dispões a rampa escalonada de acesso e de uma ponte de comunicação.
O módulo chamado «A quilha», que é a referência da natureza e da tradição, está desenvolvido totalmente em madeira de pinho finlandês e a sua execução artesanal que segue os princípios da construção dos barcos, O outro edifícios, «A máquina», inteiramente de aço e cristal, de cor negro, representaria a industrialização, a modernidade.
A Fundação de Investigação e Difusão da Arquitectura (FIDAS) do Colégio de Arquitectos de Sevilha elegeu, significativamente, este imóvel como sede.

### Pavilhão da Hungria
Direcção: C/ Marie Curie, 7.
O Pavilhão da Hungria é a maior e mais original mostra da arquitectura em madeira do grande arquitecto húngaro Imre Makovecz (Budapeste, 1935), mestre da arquitectura orgânica europeia.

#### Descrição
O pavilhão é uma obra singular, de fabricação totalmente artesanal, construída em madeira laminada de cola não industrializada, com elementos construtivos de diversidade formal, realizados e montados na própria obra sem predomínio da linha recta. Assemelha-se no seu aspecto exterior a uma igreja rural húngara em que se sobre sete torres com sinos de bronze. Está concebido mediante corpos gémeos, entre os que predominam no grande casco que actua como coberta, como a quilha invertida de um barco e novamente coberta por chapas de ardósia, onde se anexaram volumes que formam as entradas das quais rematam com máscaras de rostos humanos.
O interior está configurado como armação que recorda o ventre de uma baleia e o de um barco, determina da através da mistura da madeira laminada colada em formas redondas e de elementos rectos talhados em madeira serrada.
Está dividido em dois sectores perfeitamente diferenciados: a do oeste, um espaço ainda claro que todavia se conserva o carvalho trazido das ribeiras do rio Danúbio cujas raízes podem ver-se através de um solo de cristal, e a este, donde se localizam os conteúdos da exposição.
O edifícios nos finais de 2001 foi restaurados, sob a supervisão do arquitecto Enrique Morales Méndez, para o Museu da Energia Viva, um pequeno complexo destinado a ensinar como se pode viver com a natureza poupando energia e conservando o meio ambiente. Em 2006 planeou-se a sua demolição que não chegou a concretizar-se devido à pressão dos cidadãos. Em 2007 foi declarado BIC.

### Pavilhão de França
Direcção: C/ Caminho dos Descobrimentos, 2. Se situa em uma zona privilegiada, em frente do Pavilhão de Espanha e das dias grandes avenidas.

#### Descrição
O pavilhão da França foi desenhado pela empresa de arquitectos Jean Paul Viguier, J. F. Jodry e Associados com um edifício permanente. A própria arquitectura do pavilhão é uma homenagem à cultura e à tecnologia. Uma grande coberta de malha espacial, modo de pórtico, engloba uma ampla esplanada elevada e um edifício-espelho de forma de um prisma que se situa em um dos extremos da mesma. O resto do edifício se desenvolve debaixo do subsolo.